# Super Tío Vivo
Super Tío Vivo fue uno de los muchos tebeos en que Bruguera empleó al prefijo "super" tras "Super Pulgarcito" (1970) y "Super Mortadelo" y "Super Zipi y Zape", ambas de 1972. Todas ellas tenían una extensión mayor que las habituales y aparecían inicialmente cada cinco semanas. Super Tio Vivo, que duró hasta 1983, estuvo dirigida por Jaime Castell Abella y, en su época segunda, por Julio Fernández López.

## Contenido
Super Tio Vivo presentaba nuevas historietas de las series que aparecían en "Tío Vivo", amén de reediciones y alguna serie nueva:
| Aparición  | Números | Título                                         | Autoría         | Procedencia                |
| ---------- | ------- | ---------------------------------------------- | --------------- | -------------------------- |
| 15/05/1972 | 1,      | La familia Churumbel                           | Vázquez         |                            |
| 15/05/1972 | 1, 2,   | Zipi y Zape                                    | Escobar         |                            |
| 15/05/1972 | 1, 2,   | Los señores de Alcorcón y el holgazán de Pepón | Segura          | "Ven y Ven"                |
| 15/05/1972 | 1, 2,   | Peladillo                                      | Pineda Bono     |                            |
| 15/05/1972 | 1, 2,   | Cebolleta                                      | Vázquez         |                            |
| 15/05/1972 | 1, 2,   | Maximo Mini                                    | García Lorente  |                            |
| 15/05/1972 | 1, 2,   | El Capitán Barlovento                          | Castillo        |                            |
| 15/05/1972 | 1, 2,   | Porrez y Cía                                   | Pedro Alférez   | Tío Vivo                   |
| 15/05/1972 | 1, 2,   | Pepe, el hincha                                | Peñarroya       | Tío Vivo                   |
| 15/05/1972 | 1, 2,   | Pepe Gotera y Otilio, chapuzas a domicilio     | Ibáñez          | Tío Vivo                   |
| 15/05/1972 | 1, 2,   | La alegre pandilla                             | Segura          |                            |
| 15/05/1972 | 1,      | Agamenón                                       | Nené Estivill   | Tío Vivo                   |
| 15/05/1972 | 1, 2,   | Mortadelo y Filemón                            | Ibáñez          | Reedición                  |
| 15/05/1972 | 1, 2,   | Don Óptimo                                     | Escobar         | Tío Vivo                   |
| 15/05/1972 | 1, 2,   | Baltasar                                       | Colomer         |                            |
| 15/05/1972 | 1,      | Bonifacio y Pedernal, una pareja informal      | Pineda Bono     |                            |
| 15/05/1972 | 1, 2,   | Doña Lío                                       | Raf             | "Pulgarcito"               |
| 15/05/1972 | 1, 2,   | Hug, el troglodita                             | Gosset          | "Tío Vivo"                 |
| 15/05/1972 | 1, 2,   | Don Pío                                        | Peñarroya       | "Pulgarcito"               |
| 15/05/1972 | 1,      | 13, Rúe del Percebe                            | Ibáñez          |                            |
| 07/08/1972 | 2,      | Curriyo Papanata                               | Nené Estivill   | Nueva                      |
| 07/08/1972 | 2,      | Roby                                           | Alfons Figueras | Nueva                      |
| 07/08/1972 | 2,      | Gaspar                                         | Alfons Figueras | Nueva                      |
| 07/08/1972 | 2,      | La historia esa vista por Hollywood            | Ibáñez          | Reedición                  |
| 07/08/1972 | 2,      | Angelito                                       | Vázquez         |                            |
| 1975       | 36-     | John Hazard                                    |                 | Top Secret Picture Library |
| 1981       | 98      | Gora Gopal                                     | Carrillo        |                            |